# 燃え殻 (作家)
燃え殻（もえがら、1973年 - ）は、日本の小説家、エッセイスト、コラムニスト、ラジオパーソナリティ。神奈川県横浜市生まれ。
「燃え殻」のペンネームの由来は、彼がファンであるミュージシャン堀込泰行のソロ・プロジェクト「馬の骨」のファーストアルバムに収録された同名楽曲から取られたもので、後述のTwitterのアカウントに用いたものを著述業でもペンネームとして使い、堀込本人からも許諾を得ている。

## 経歴

### デビュー前
小学2年の時に原因不明の脱毛で髪を含め体毛が抜けたのを発端に激烈ないじめを受け、脱毛症は数年後に治ったものの、そのような体験から中学、高校ではクラスになじめず多くの時間を一人で過ごす。
その一方で、中・高校では、B4サイズの紙で新聞を作りほぼ毎日教室に貼っており、学校行事などを書き連ね、先生を題材にした4コマ漫画を描くが、誰からも褒められず、いつも破かれていた。
高校時代からは「週刊朝日」の「山藤章二の似顔絵塾」へ投稿するようになり、20歳のころ、竹中直人、タモリ、イチローなど少なくとも7回掲載されている。荷ほどきされたばかりの雑誌をチェックするため発売日の深夜にコンビニに通い、掲載を確認するとガッツポーズをとっていた。
親に大学受験を勧められ2浪するも叶わず、未来に希望が見いだせなかったころに「ウッチャンナンチャンのオールナイトニッポン」や「鶴光の噂のゴールデンアワー」などのラジオ番組への投稿を始めるようになり、時々放送で紹介される。
燃え殻は上記の新聞作りや雑誌、ラジオ番組への投稿を、置かれた現実から目をそらすための逃避、命綱と回顧している。
その後、専門学校の宣伝関係コースへ進学、講師陣のやる気のなさ、提出した課題を評価されなかったことに落胆するも、気を取り直して量で勝負だと課題を毎回50点提出すると講師にやる気が伝わり、提出内容を評価されるものもあり喜びを感じる。
専門学校を卒業するもこれといった就職先がなく、工場でエクレアなどの激安商品を箱詰めするバイトなどを経て、1997年、都内のテレビ美術制作会社でのバイトを開始、厳しい納期、限られた予算のなかでバラエティー番組に必要な小道具の制作にあたる。数年後正社員になるが、ハードな仕事を続けるうちに体が悲鳴をあげ入院。小道具の制作から離れ、採用の仕事なども担当するようになる。
2007年、新規事業立ち上げのためテレビ以外の業界へ飛び込み営業することになり、それが切っ掛けで始めたTwitterへの投稿が注目を浴び、新潮社の編集者から作品執筆を依頼するDMを受け取り、著述業の世界に足を踏み入れる。

### デビュー後
2017年、テレビ美術制作会社に勤務する傍ら、note運営のコンテンツ配信サイト・cakesにて連載された『ボクたちはみんな大人になれなかった』で小説デビュー。ベストセラーとなり同作はのちにNetflixで映画化された。
2020年、『週刊SPA』（扶桑社）に連載したエッセイをまとめた『すべて忘れてしまうから』が刊行され、のちにDisney+とテレビ東京でドラマ化された。
2021年、『週刊SPA』（扶桑社）にメディア・ミックス原作を担当した『あなたに聴かせたい歌があるんだ』の漫画（作画：おかざき真里）が連載され、のちにHuluにてドラマ化された。

## 作品リスト

### 小説
- ボクたちはみんな大人になれなかった（2017年6月 新潮社 / 2018年12月 新潮文庫 ）[9]
- これはただの夏（2021年7月 新潮社 / 2024年8月 新潮文庫）[9]
- 湯布院奇行（2022年6月 講談社）[9]

### エッセイ
- すべて忘れてしまうから（2020年7月 扶桑社 / 2022年7月 新潮文庫）[9]
  - 夢に迷って、タクシーを呼んだ（2021年3月 扶桑社）[9] - 「すべて忘れてしまうから」の完結編
    - 【改題】夢に迷ってタクシーを呼んだ（2024年1月 新潮文庫）[9]
- それでも日々はつづくから（2022年4月 新潮社 / 2025年1月 新潮文庫）[9] - 特設サイト[10]
  - ブルー ハワイ（2023年8月 新潮社）[9] - 「それでも日々はつづくから」選集 [11]
  - 愛と忘却の日々（2024年9月 新潮社）[9] - 「それでも日々はつづくから」選集 [12]
- 明けないで夜（2024年10月 マガジンハウス）[9] - BRUTUS.jp × J-WAVE「BEFORE DAWN」「夜リラタイム」の書籍化
- この味もまたいつか恋しくなる（2025年4月 主婦と生活社）[9]  - 「シーフードドリアを食べ終わるころには」の書籍化 特設サイト[13]

### アンソロジー収録
「」内が燃え殻の作品
- 異人と同人 1 第二十九回・文学フリーマーケット東京（2019年11月 ネコノス）「縦に裂きたい」
- もう一杯、飲む?（2021年5月 新潮文庫）「これがいいんだ」
- 小説新潮（2021年8月号 新潮社）「巣ごもり読書日記」[14] - 後に『夢に迷ってタクシーを呼んだ』文庫特典として収録
- ベスト・エッセイ2024（2024年6月 光村図書出版）「おっぱい足りてる?」[15] - 後に『愛と忘却の日々』に収録

### その他
- 相談の森（20年12月 ネコノス）[9] - 文春オンライン連載『燃え殻さんに聞いてみた。』の書籍化
- 断片的回顧録（22年1月 アタシ社）[9] - 回顧録
- あなたに聴かせたい歌があるんだ（22年3月 扶桑社、漫画：おかざき真里）[9] - メディア・ミックス原作（配信ドラマ・漫画）
- 深夜、生命線をそっと足す（22年12月 マガジンハウス、共著：二村ヒトシ）[9] - AuDeeの音声コンテンツ『夜のまたたび』の書籍化

### 連載

#### 連載中
- それでも日々は続くから（『週刊新潮』 2021年2月18日増大号 - 連載中 新潮社）[9][16]
- もの語りをはじめよう（『GetNavi web』2024年9月17日 - 連載中 ワン・パブリッシング） - エッセイ（月一連載）[17]

#### 連載終了
- 燃え殻さんに聞いてみた。（『文春オンライン』2017年1月26日 - 2018年5月26日 文藝春秋）[18]  - 人生相談
- すべて忘れてしまうから (『週刊SPA』2018年9月11日号 - 2021年1月12日号 扶桑社）[19][20]
- 明日をここで待っている （『夜リラタイム』 2021年5月 - 2022年3月 株式会社 中村）- Web連載（月一連載）[21]
- 断片的回顧録ふたたび （『夜リラタイム』 2022年4月9日 - 2023年3月21日 株式会社 中村）- Web連載（月一連載）[21]
- 明けないで夜（『BRUTUS Web』2024年1月10日 - 6月26日）[9] - Web連載、J-WAVEの番組『BEFORE DAWN』と連携（隔週連載）[22]
- シーフードドリアを食べ終わるころには（『週刊女性』 2024年6月18日号 - 2025年4月29日号 主婦と生活社） - エッセイ（不定期連載）[23]

## メディア・ミックス

### テレビドラマ
テレビ東京系
- すべて忘れてしまうから（2023年10月14日 - 12月16日、全10話、主演：阿部寛） - Disney+にて2022年9月14日より先行配信

### 配信ドラマ
Hulu
- あなたに聴かせたい歌があるんだ（2022年5月20日 - 、全8話、主演：成田凌）

### 映画
- ボクたちはみんな大人になれなかった（2021年11月5日、配給：ビターズ・エンド、Netflix、監督：森義仁、主演：森山未來）

### 朗読劇
- 湯布院奇行（2021年9月28日 - 30日、主催：TBS、新国立劇場 中劇場、脚本：佐藤佐吉、演出：土井裕泰、出演：成田凌、黒木華、コムアイ）[24]

### 漫画
- あなたに聴かせたい歌があるんだ（扶桑社、作画：おかざき真里、『週刊SPA』2021年9/21・28合併号 - 12/28・1/4合併号）[25][26]
- ボクたちはみんな大人になれなかった（講談社、作画：野原多央、『イブニング』2021年22号 - 2022年8号）[27][28]
- すべて忘れてしまうから（講談社、作画：雨夜幽歩、『&Sofa』 / 『コミックDAYS』2022年10月3日 - 2023年4月17日）[29]
- 漫画 湯布院奇行（講談社、作画：川勝徳重、『群像Web』2025年6月16日 - 連載中）[30]

## メディア出演

### ラジオ
- J-WAVE『BEFORE DAWN』（2022年4月5日 - ） - ナビゲーター